# Hale Mirowskie

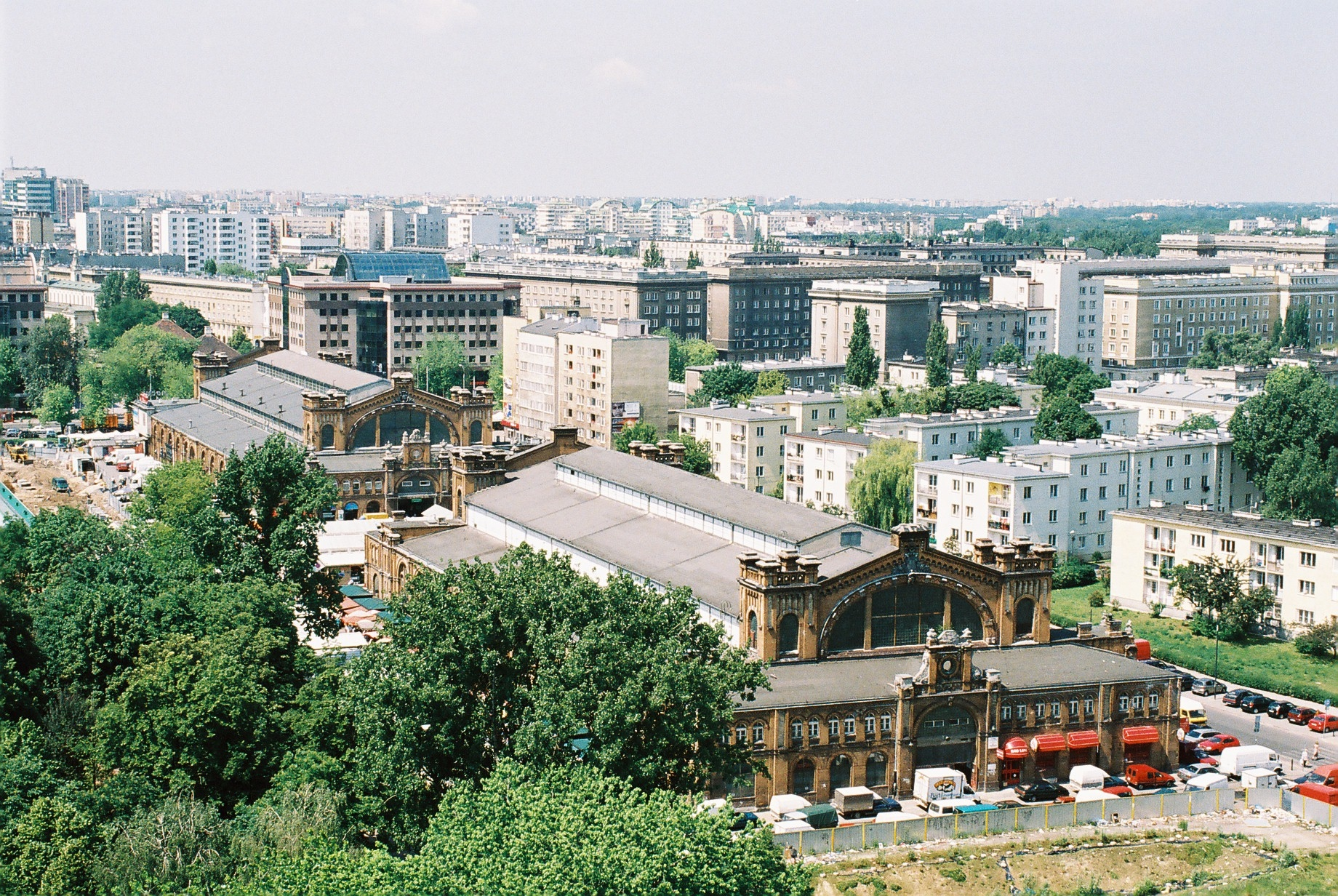
Die Mirów-Hallen aus ostwärtiger Sicht

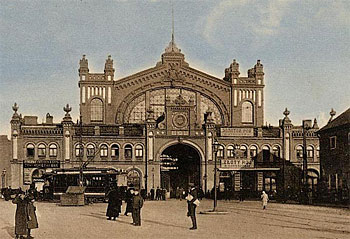
Vorkriegsaufnahme der Hallen, vermutlich Osteingang

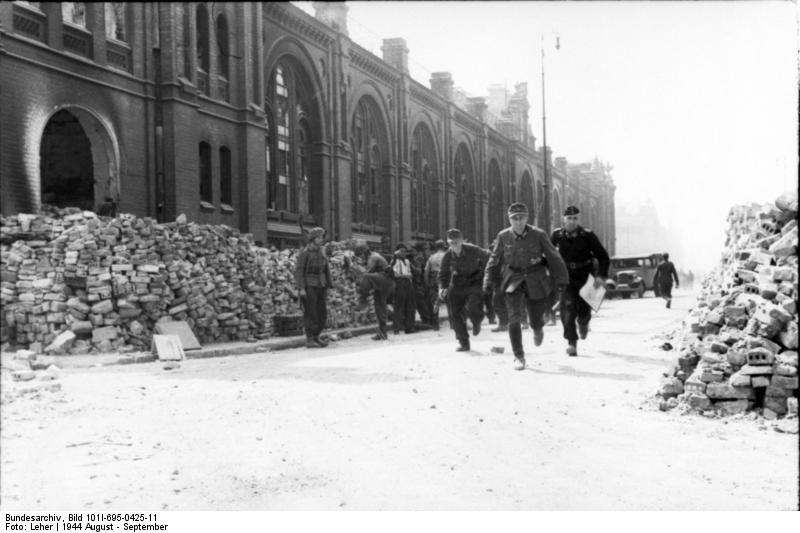
Deutsche Soldaten im August 1944 an der bereits beschädigten Osthalle

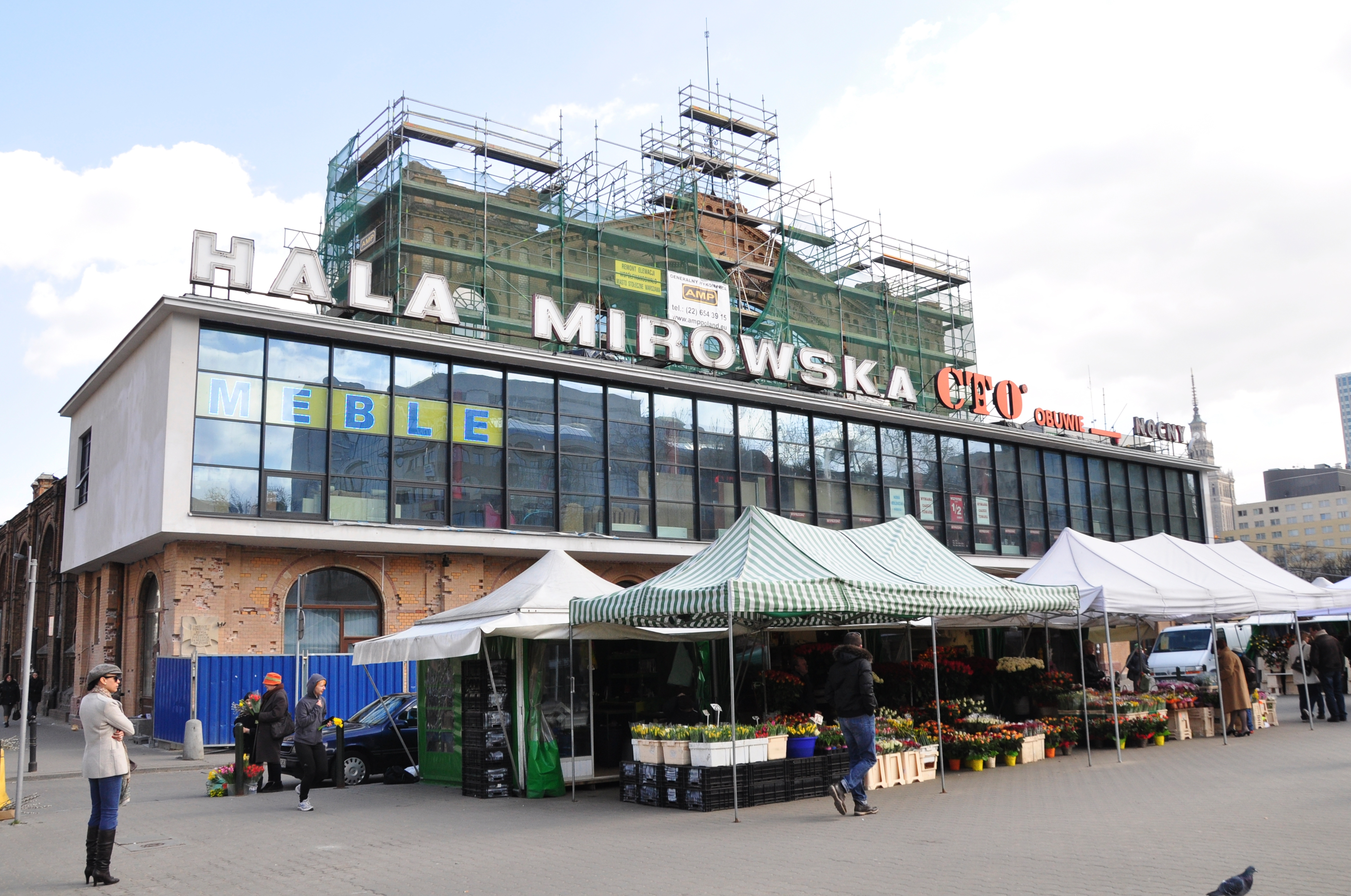
Heutiger Haupteingang an der Westfront. Der in den 1970er Jahren auf das Erdgeschoss im Eingangsbereich aufgesetzte Pavillon (weiß) dominiert die Optik

Die Hale Mirowskie  (deutsch: Mirów-Hallen) sind zwei identische, hintereinanderliegende Markthallen vom Beginn des 20. Jahrhunderts in Warschau. Die früher als Messe- bzw. Handelshallen (polnisch: Halle bzw. Hale Targowe) bezeichneten Gebäude liegen am Mirów-Platz (polnisch: Plac Mirowskie) im Mirów-Viertel des Stadtteils Śródmieście. Während der Kämpfe im Rahmen des Warschauer Aufstandes wurden in den Hallen von deutschen Einheiten Massenexekutionen an polnischen Zivilisten durchgeführt. Nach dem Krieg wieder aufgebaut, gehören sie heute zu den wenigen erhaltenen Vorkriegsgebäuden im Distrikt. Die Anschrift lautet Plac Mirowski 1. Die Westfront der Westhalle liegt direkt an der befahrenen Johannes-Paul-II.-Allee gegenüber dem modernen „Atrium“-Bürogebäude-Komplex.

## Geschichte
Das Gelände, auf dem sich die Markthallen befinden, liegt rund 500 Meter westlich des ehemaligen Eisentores (Żelazna Brama) des Sächsischen Gartens. Bis hier etwa erstreckte sich der nach dem Tor benannte Handels- und Verkehrsplatz, der auf seiner Nordseite vom Lubomirski-Palast begrenzt wurde. Nach dem Krieg wurde der Palast um 90 Grad gedreht und steht heute quer zwischen dem Sächsischen Garten bzw. der hier neu entstandenen Verlängerung der Marszałkowska-Straße und den Markthallen.
Im ausgehenden 19. Jahrhundert befand sich an der Stelle der Markthallen eine von 1730 bis 1732 unter August II. von Joachim Daniel von Jauch erbaute Kaserne der Königlichen Dragoner (polnisch: Koszary Gwardii Konnej Koronnej). Diese Anlage wurde Anfang der 1890er Jahre zur Zeit der Besetzung Restpolens durch das russische Zarenreich von der Stadt Warschau übernommen. Die Ausschreibung zur Bebauung eines Teiles des Kasernengeländes mit modernen Markthallen gewann der Architekt Stefan Szyller. Die Markthallen sollten den zunehmenden wilden Handel auf dem Żelazna-Brama-Platz ordnen. 

„Die Kasernen wurden schliesslich vor einigen Jahren von der Stadt gekauft, und man hat die Absicht, hier nach heute allgemein anerkannten Bedingungen einen Markt zu errichten, als Innen-Basar mit der modernsten benötigten Ausrüstung. Das Projekt dieser Anlage wurde vom Magistrat in einem Wettbewerb ausgeschrieben, und der Plan des Herrn St. Szyller wurde allgemein als der beste beurteilt. Bisher gibt es noch keine definitive Entscheidung zum Bau des Gebäudes. Die Kasernen werden derzeit fast gänzlich ohne Licht als Abstellplatz der Lieferwagen für den Markt am Platz des Eisernen Tores genutzt ...“

„Koszary te wreszcie przed kilku laty miasto nabyło, i ma zamiar urządzić tu targ, według obecnie przyjętych zasad, jako bazar kryty, ze wszelkiemi postępowemi urządzeniami. Na projekt budowy owego bazaru magistrat ogłaszał konkurs, a plan p. St. Szyllera w zasadzie uznano za najlepszy. Dotychczas nie ma ostatecznej decyzyi, co do samej budowy. Plac po koszarach, prawie bez oświetlenia, służy za miejsce postoju wozów, za targ za Żelazną Bramą ...“

Die beiden Hallen wurden schließlich von 1899 bis 1901 unter einer Architektengruppe bestehend aus Bolesław Milkowski (Konstruktion), Ludwik Panczakiewicz (Fassaden), Apoloniusz Nieniewski und Władysław Kozłowski errichtet. Als Bürgermeister der Stadt war der russische General Mikołaj Bibikow Bauherr des Projektes. Die Gestaltung der Hallen beruhte weitgehend auf dem früheren Entwurf von Szyller. Die Hallen waren bis zu ihrer Zerstörung im Zweiten Weltkrieg der größte Handelsplatz in Warschau. Sie waren mit damals modernster Technik ausgerüstet. Hauptsächlich wurden hier Brot, Fleisch, Fisch und frisches Gemüse verkauft.

### Zweiter Weltkrieg
Bis zum Ausbruch des Warschauer Aufstandes waren die Hallen im Krieg nur wenig beschädigt worden. Bei Errichtung des Warschauer Ghettos wurden die Hallen ausgenommen, die Mauern des Ghettos verliefen zum Teil um die Gebäude herum. In der Anfangsphase des Aufstandes wurden in den Hallen zivile Bewohner der westlichen Innenstadt und des Stadtteils Wola hingerichtet. Eine Gedenktafel am Eingang erinnert an die 510 Menschen, die hier am 7. und 8. August 1944 erschossen wurden. Ende August war die Umgebung der Hallen Schauplatz erbitterter Kämpfe zwischen deutschen und polnischen Einheiten. In der Nacht vom 30. auf den 31. August 1944 versuchten polnische Truppen unter Major Zagonczyk (von Norden kommend) und Oberst Wachnowski (von Osten kommend) die Hallen zu nehmen. Zagonczyk gelang es, mit seinen Soldaten bis an die Hallen vorzustoßen, während die Einheiten von Wachnowski ihr Ziel nicht erreichten. Der hier von den Deutschen gehaltene Korridor von etwa 400 Meter Breite, durch den die Verwundeten der Aufständischen aus der Altstadt abtransportiert werden sollten, konnte somit nicht genommen werden. Hunderte von Einschusslöchern sind noch heute an den Mauern der Halle erkennbar. Im weiteren Verlauf des Krieges brannten die Hallen aus, nur Teile der Mauern blieben stehen.

### Nachkriegszeit
Nach dem Krieg war ein Wiederaufbau der Hallen zunächst nicht geplant, vielmehr sollte an der Stelle ein Park angelegt werden. Dieser Plan wurde aufgegeben und die beiden Hallen wurden bis 1962 wieder aufgebaut. Zunächst entstand in den Jahren 1950 bis 1953 die Osthalle („Gwardia-Halle“ genannt), die als Sportarena genutzt wurde. Hier hatte der Sportverein Gwardia (Warszawski Klub Sportowy Gwardia Warszawa) seinen Sitz. Heute dient nur noch ein kleiner Teil der Boxabteilung des Vereins, der größere Teil ist an den Supermarktbetreiber MarcPol vermietet. Eigentümer der Halle ist die Stadt Warschau. Kurzzeitig diente die Halle auch als städtisches Busdepot der städtischen Verkehrsbetriebe MZK (Miejskie Zakłady Komunikacyjne w Warszawie).
Von 1960 bis 1962 wurde auch die Westhalle („Mirowska-Halle“ bzw. „Mirów-Halle“) wieder errichtet. Sie dient seit der Neueröffnung am 15. November 1962 als Einkaufsmarkt. Seit 1974 wird die Halle von der Genossenschaft Społem WSS Śródmieście. verwaltet, die das Gebäude und umliegendes Gelände 1997 von der Stadt erwarb. In den 1970er Jahren wurde an der Westfassade der Halle im ersten Stock ein von Denkmalschützern stark kritisierter Beton- und Glas-Pavillon angebaut. Der Pavillon, in dem heute Möbel verkauft werden, zerstört die historische Ansicht des Haupteinganges dieser Halle gerade von der heute stark frequentierten Johannes-Paul-II.-Allee.
Am 3. November 1988 kaufte Margaret Thatcher anlässlich von wirtschaftspolitischen Gesprächen mit Mieczysław Rakowski in der Halle Gemüse und getrocknete Pilze.
Seit den 1980er Jahren werden die Hallen nicht mehr denkmalschützerischen Ansprüchen entsprechend erhalten. Die Ziegelfassaden mit ihrem reichen Schmuck verfallen. Historische Beleuchtungen, Fenster,  Türen und sonstige Ausstattungselemente wurden und werden durch moderne Einheitsware ersetzt. Im Innen- wie Außenbereich wirken die Hallen schmutzig und unästhetisch. Die westliche Halle wurde zwischenzeitlich (Februar 2015) saniert.

## Aktuelle Ansichten

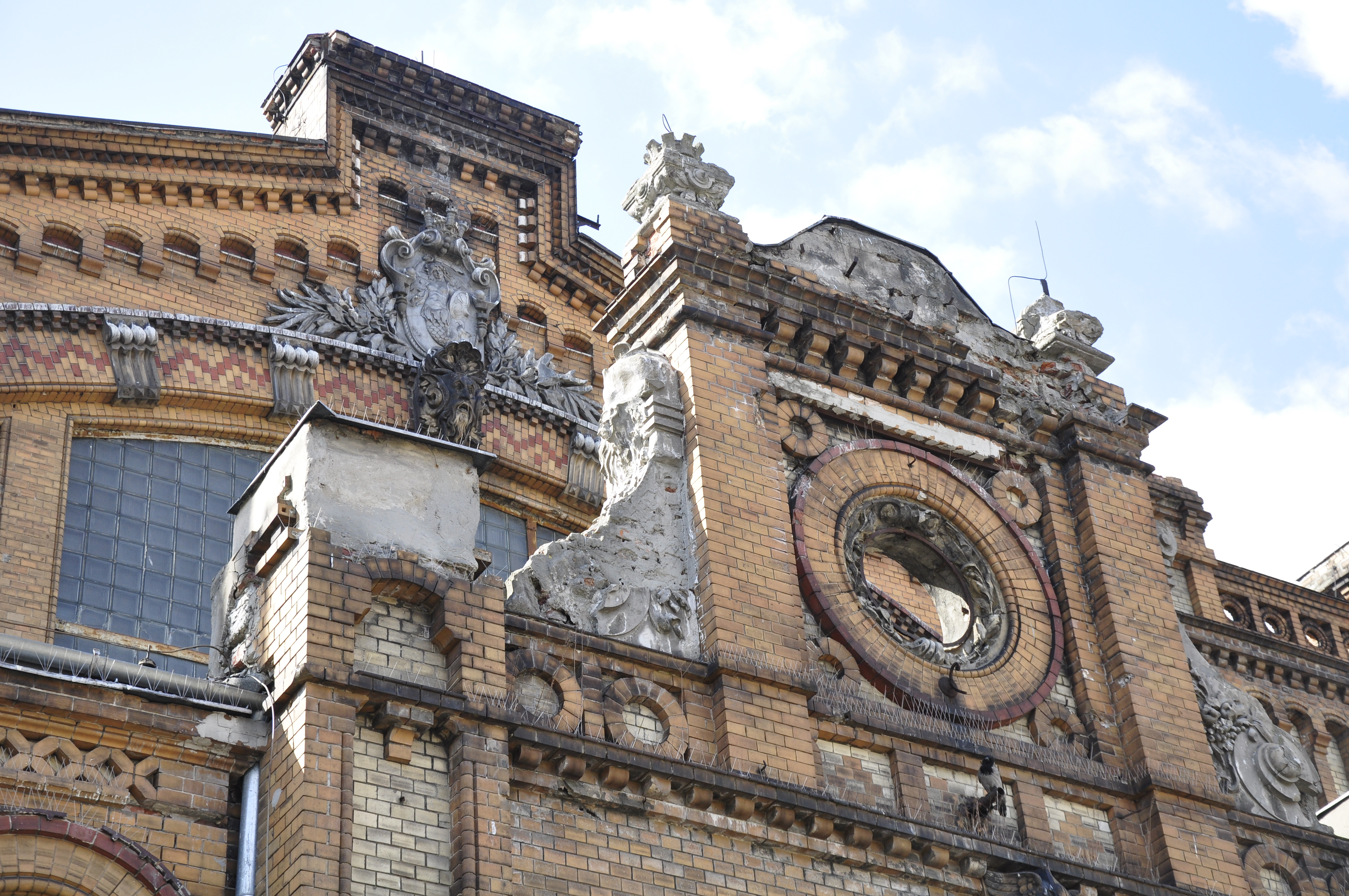
Ostfassade der Osthalle
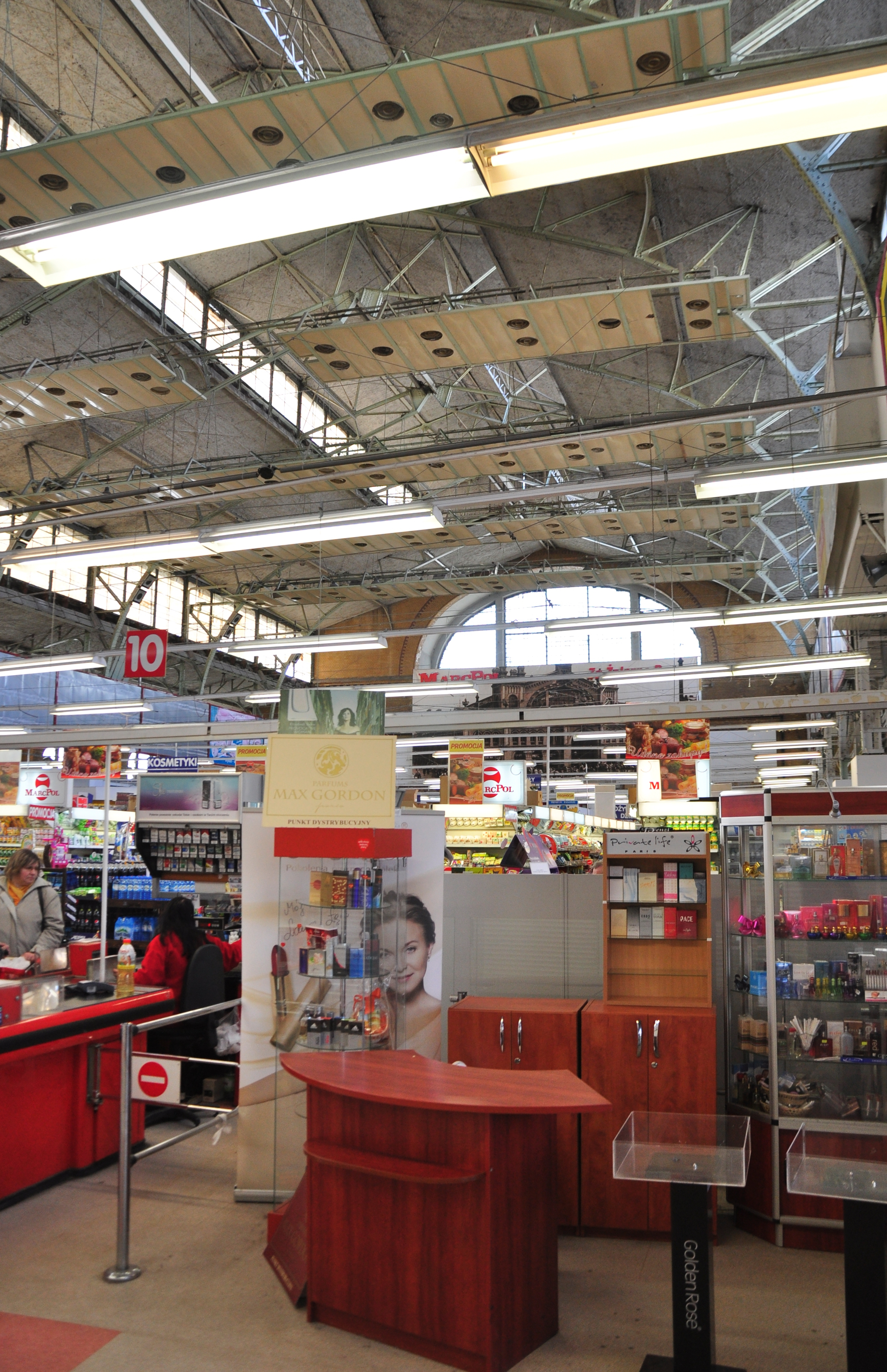
Ein MarcPol-Supermarkt in der Osthalle
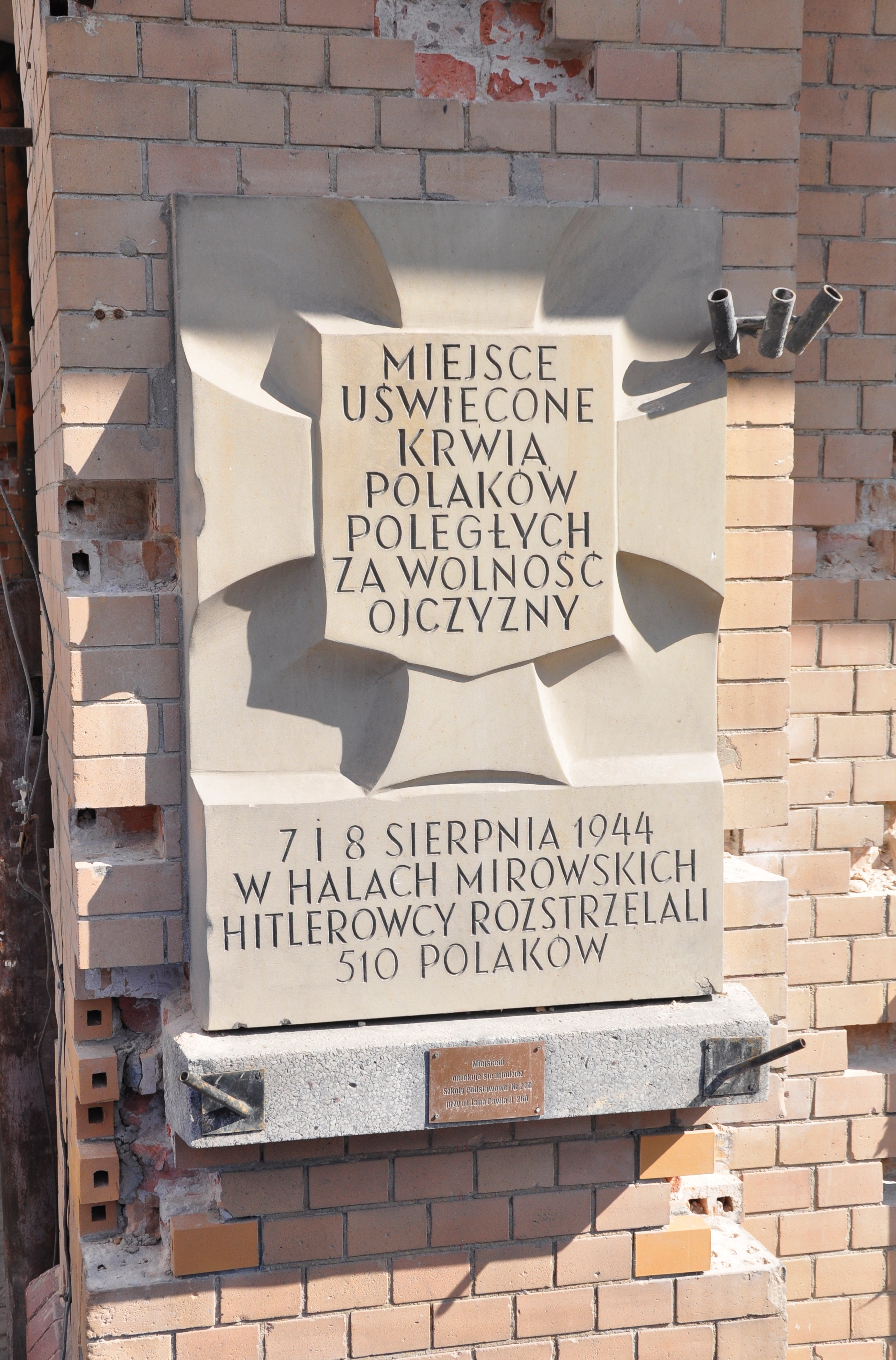
Gedenktafel an der Westfront der Westhalle
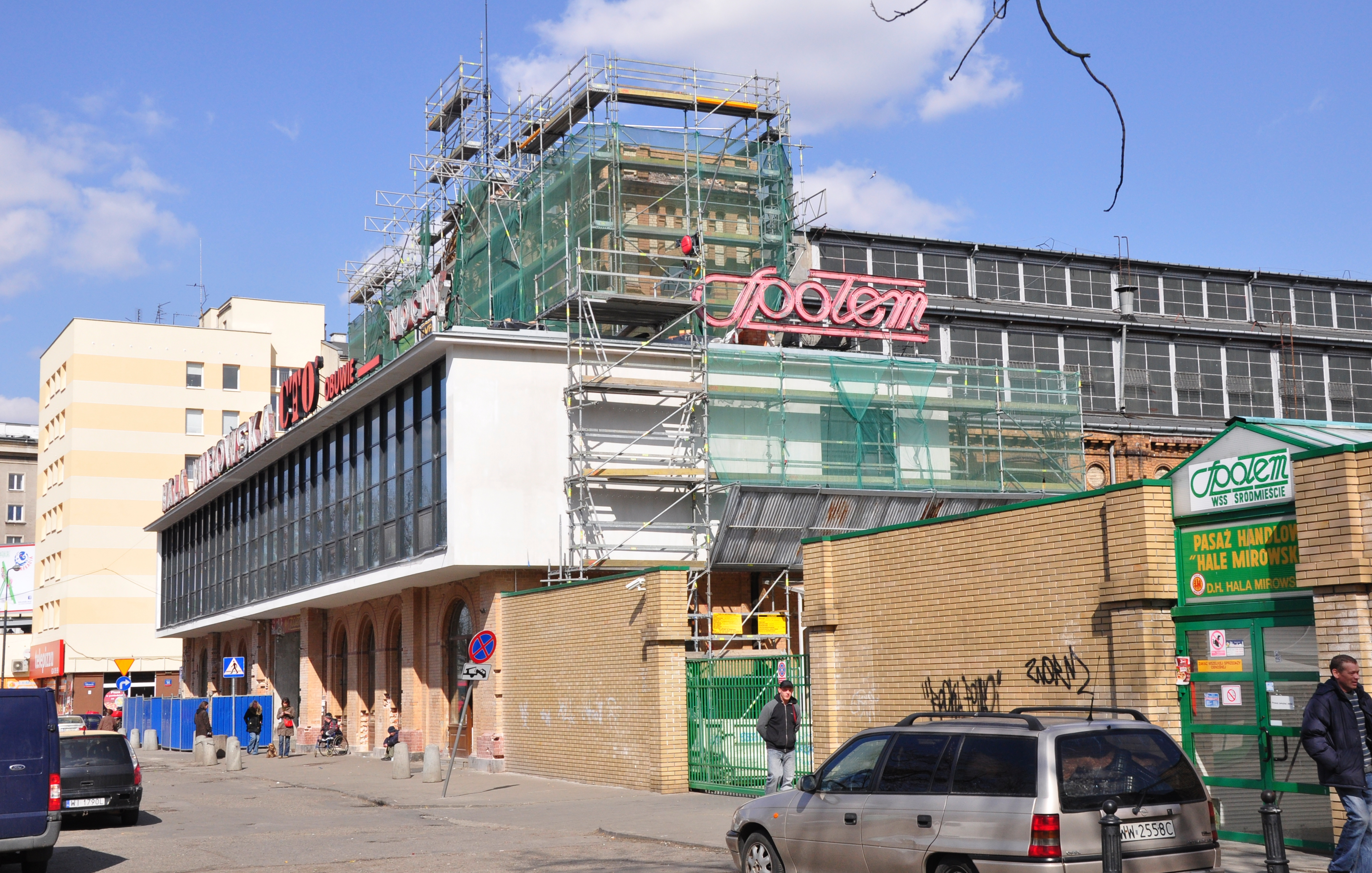
Renovierung der Bausünden
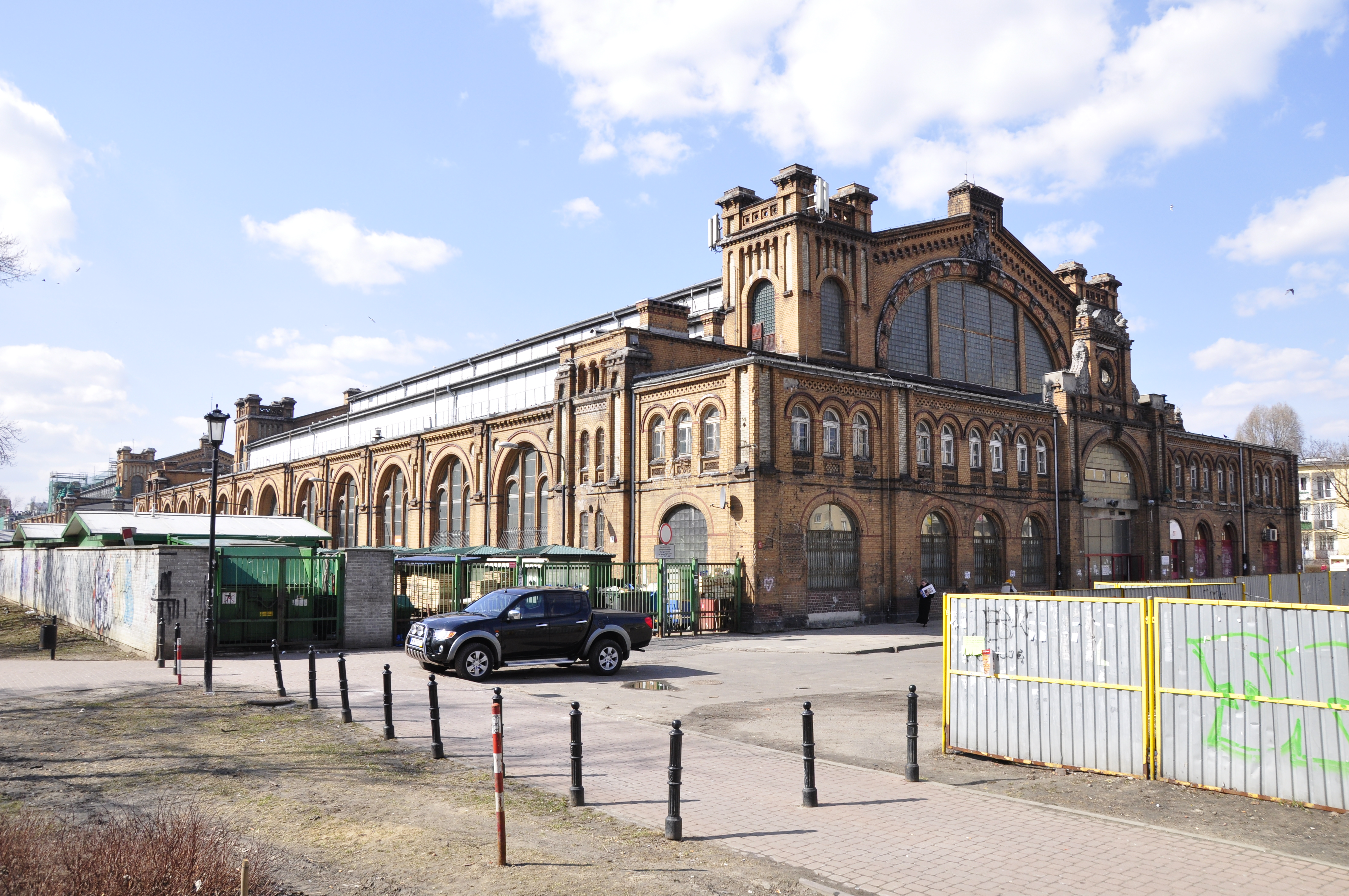
Blick vom Osten (Südseite)
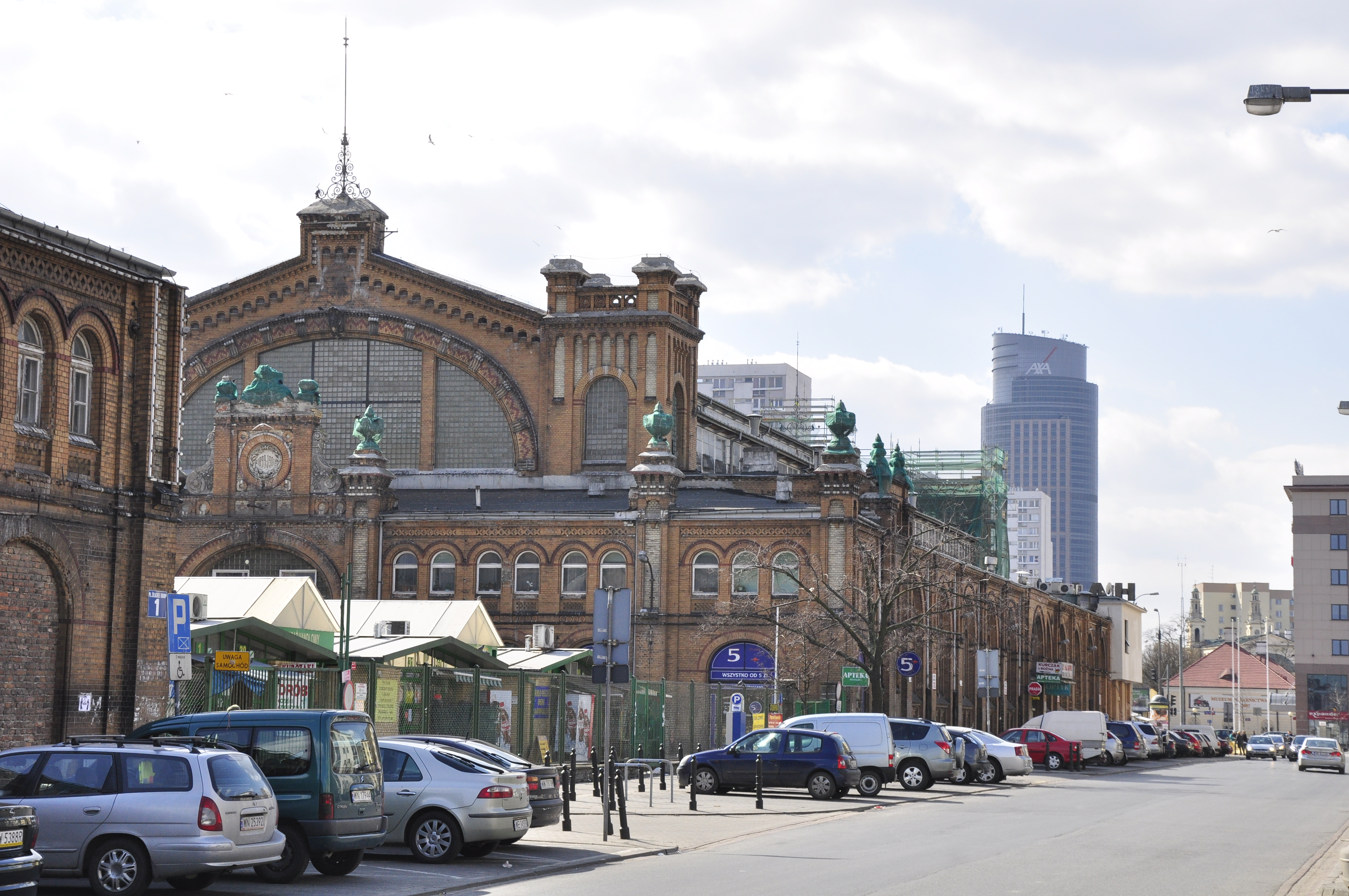
Blick vom Osten (Nordseite), im Hintergrund der Warsaw Trade Tower
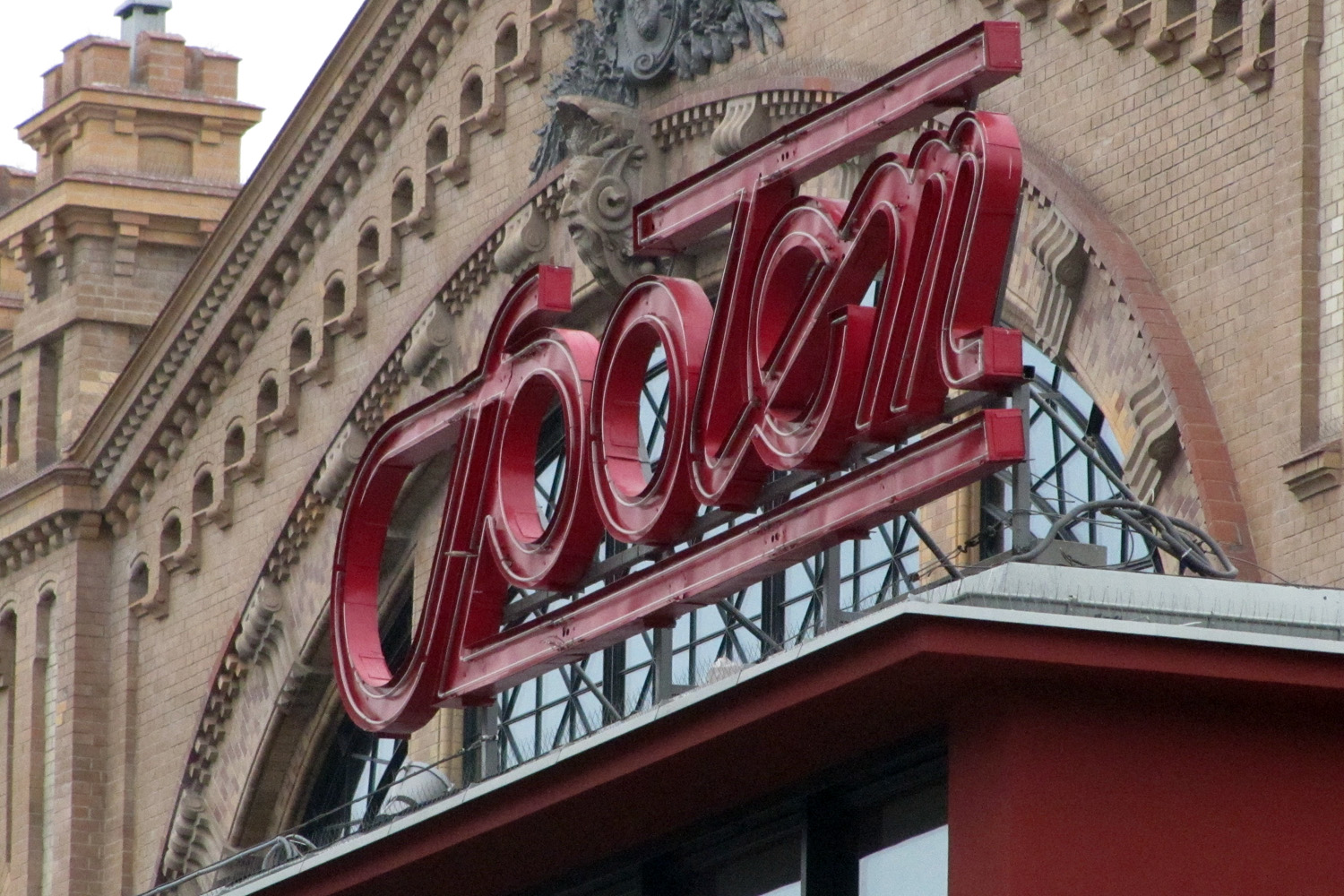
Westseite der Westhalle mit Społem-Schriftzug